# 도사쿠로시오 철도 스쿠모선
스쿠모 선(일본어: 宿毛線)은 일본 고치현 스쿠모시의 스쿠모 역부터 시만토시의 나카무라 역에 이르는 도사쿠로시오 철도의 철도 노선이다. 역 넘버링에 의한 노선 번호는 TK로, 시코쿠 여객철도 도산 선, 도사쿠로시오 철도 나카무라 선과의 연번으로 되어 있다. 나카무라 선과 함께 시만토 쿠로시오 라인이라는 애칭이 붙여져 있다.

## 노선 정보
- 노선 거리 (영업 거리) : 23.6km
- 궤간 : 1,067mm
- 역 수 : 8역 (기.종점역 포함)
- 복선화 구간 : 없음 (전 구간 단선)
- 전철화 구간 : 없음 (전 구간 비 전철화)
- 폐색 방식 : 단선 자동 폐색식
- 교환 가능역 : 1 (아리오카 역)
- 최고 속도 : 120km/h

## 역 목록
| 역 번호 | 역명         | 일어 역명 | 역간 거리 | 영업 거리 | 접속 노선                             | 소재지   |
| ------- | ------------ | --------- | --------- | --------- | ------------------------------------- | -------- |
| TK 40   | 나카무라     | 中村      | -         | 0.0       | 도사쿠로시오 철도 나카무라 선 (TK 40) | 시만토시 |
| TK 41   | 구도         | 具同      | 3.2       | 3.2       |                                       | 시만토시 |
| TK 42   | 구니미       | 国見      | 3.0       | 6.2       |                                       | 시만토시 |
| TK 43   | 아리오카     | 有岡      | 5.4       | 11.6      |                                       | 시만토시 |
| TK 44   | 고교단치     | 工業団地  | 3.1       | 14.7      |                                       | 스쿠모시 |
| TK 45   | 히라타       | 平田      | 0.6       | 15.3      |                                       | 스쿠모시 |
| TK 46   | 히가시스쿠모 | 東宿毛    | 6.9       | 22.2      |                                       | 스쿠모시 |
| TK 47   | 스쿠모       | 宿毛      | 1.4       | 23.6      |                                       | 스쿠모시 |